# Dombrava
Dombrava je naselje v Občini Renče - Vogrsko, ki je veliko 1,5 kvadratnih kilometrov. V zgodovini je bilo značilno oranje z voli, zelo hitro pa so tudi imeli makadamsko cesto.